# Apeadeiro de Pedrouços

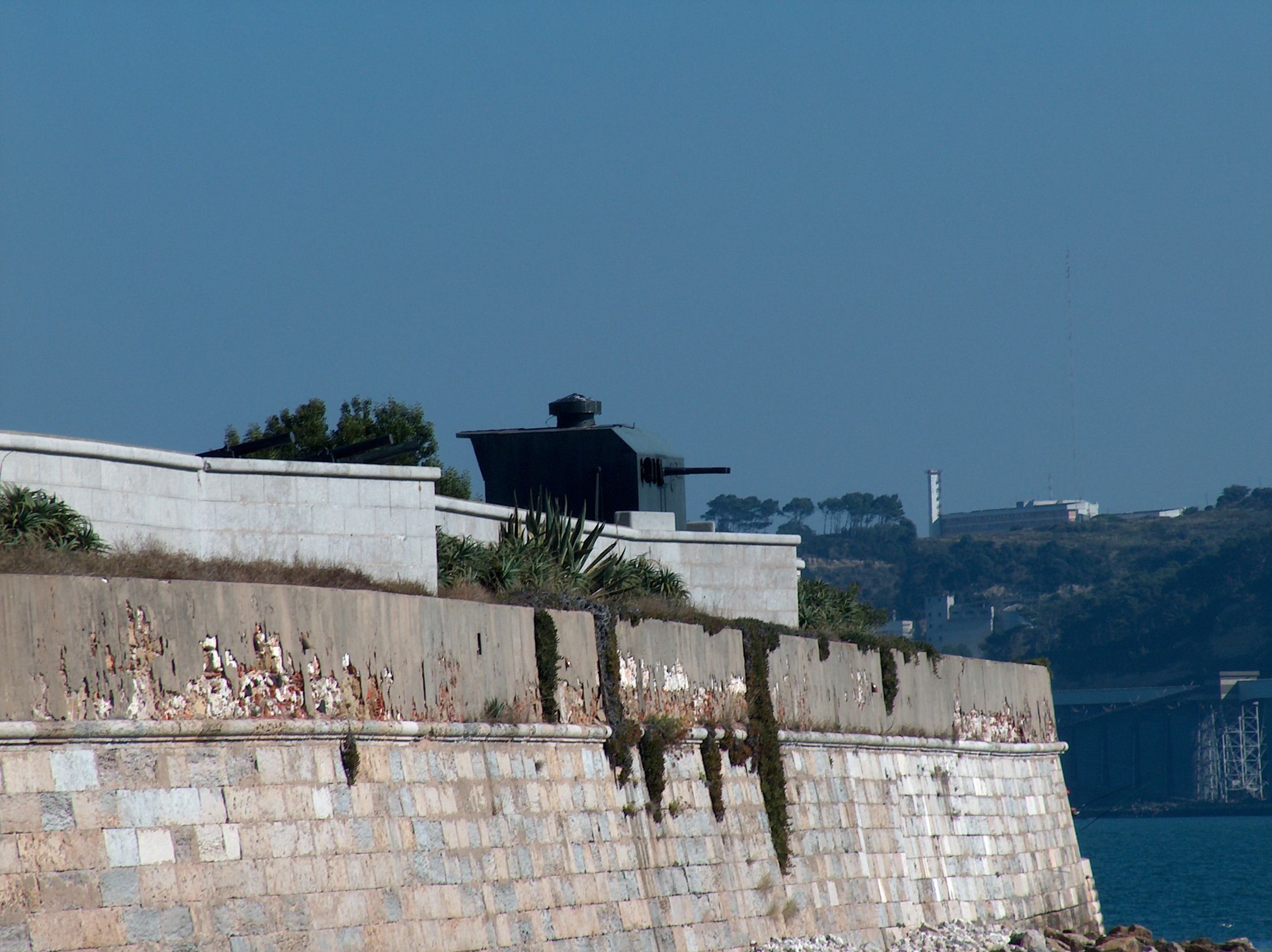
Vista para o Forte do Bom Sucesso e Almada, em 2011, do local onde se situava o Apeadeiro de Pedrouços.

O Apeadeiro de Pedrouços foi uma interface ferroviária da Linha de Cascais, que servia a zona de Pedrouços, na cidade de Lisboa, em Portugal.

## História
Este apeadeiro situava-se no troço entre Pedrouços e Alcântara-Mar da Linha de Cascais, que foi inaugurado em 6 de Dezembro de 1890, mas só seria criado muito depois, após o encerramento da Estação Ferroviária de Pedrouços e em sua substituição,[carece de fontes?] trendo sido finalmente suprimido em 2010.